# Rörlig kostnad
Uppslagsordet ”Rk” leder hit. Rk är också förkortning av Röda Korset.

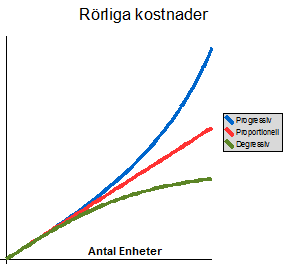
Olika typer av rörlig kostnad

Rörliga kostnader (RK) är kostnader som varierar med antalet producerade enheter. Begreppet är viktigt inom kalkylering.

## Översikt
Ett sätt att dela upp kostnader inom kalkylering är genom rörlig och fast kostnad.
Man brukar skilja på tre olika typer av rörliga kostnader:
1. Proportionellt rörliga kostnader: kostnader som ökar resp minskar i samma takt som verksamhetsvolymen ökar resp minskar. Kostnaden per enhet är oförändrad när verksamhetsvolymen förändras.
2. Progressivt rörliga kostnader: kostnader som ökar snabbare än vad verksamhetsvolymen ökar, t.ex. lönekostnader på grund av övertidstillägg. Kostnaden per enhet ökar när verksamhetsvolymen ökar.
3. Degressivt rörliga kostnader: kostnader som ökar långsammare än vad verksamhetsvolymen ökar, t.ex. materialkostnader på grund av olika mängdrabatter. Kostnaden per enhet minskar när verksamhetsvolymen ökar.

Rörliga kostnader motsvaras inom bokföringen av kostnad för sålda varor enligt Årsredovisningslagen.
Ex på Rörlig kostnad är telefonkostnaden och förbrukningsvaror